# 미국 통합 분류학 정보 시스템

웹사이트: [http://www.itis.gov/index.html www.itis.gov

미국 통합 분류학 정보 시스템(Integrated Taxonomic Information System, ITIS)은 미국 연방 정부의 요청에 따라 미국 상무부를 중심으로 관련 부처와 실무 기관으로 지정된 스미소니언 박물관으로 구성된 그룹에 의해 설치된 통합 분류학 정보 시스템이다. 생물 종의 분류에 관한 일관되고 신뢰할 수 있는 정보를 제공하도록 고안되었다. 1996년 미국에 설치되었고, 그 후 캐나다와 멕시코 정부 관련 기관도 참여하고 주로 북아메리카 대륙에 서식하는 생물 종의 분류 데이터베이스를 구축하고 있다. 현재 브라질도 참여하고 있으며, 세계적으로 적용 범위를 넓혀 왔으며, 국제 관계 기관과의 공동 작업을 진행하고 있다.
미국 통합 분류학 정보 시스템은 과학적으로 확인된 종 이름에 관한 정보를 제공하고 있다. 2020년 8월 현재 84만 종의 학명과 통용명, 이명 등을 포함하고 있다. 주로 북아메리카 종 정보에 집중되어 있지만 척추동물과 일부 무척추동물은 북아메리카 이외의 종도 포함하고 있다. 북아메리카의 외래종과 멸종 위기에 처한 양서류, 철새, 어류 포획량, 해충 그리고 이로 인한 문제에 대한 체계적인 접근을 위해 분류학상의 고유 번호(TSN)을 학명과 함께 제공한다. 또한 통용명은 북아메리카와 중앙아메리카의 공식 언어인 영어와 프랑스어, 스페인어, 포르투갈어로 제공한다.

## 같이 보기
- 생명의 백과사전
- 위키생물종
- 세계 해양생물종 등록소